# Яблонка (Астраханская область)
Яблонка — село в Володарском районе Астраханской области России. Входит в состав Сизобугорского сельсовета.

## География
Село находится в юго-восточной части Астраханской области, на левом берегу ерика Яблонка дельты реки Волги, на расстоянии примерно 18 км (по прямой) к юго-западу от посёлка Володарский, административного центра района. Абсолютная высота — 25 м ниже уровня моря.
Климат
Климат умеренный, резко континентальный, характеризуется высокими температурами летом и низкими — зимой, малым количеством осадков, а также большими годовыми и летними суточными амплитудами температуры воздуха.

## Население
| 2002 | 2010 |
| ---- | ---- |
| 461  | ↘425 |

Гендерный состав
По данным Всероссийской переписи, в 2010 году численность населения села составляла 425 человек (207 мужчин и 218 женщин).
Национальный состав
Согласно результатам переписи 2002 года, в национальной структуре населения казахи составляли 97 %.
| Национальность | Численность (2010) | Процент |
| -------------- | ------------------ | ------- |
| Казахи         | 420                | 97,4%   |
| Русские        | 5                  | 1,2%    |
| Не указана     | 6                  | 1,4%    |
| Всего          | 431                | 100%    |

## Улицы
Уличная сеть села состоит из 2 улиц (ул. Молодёжная и ул. Школьная).

## Инфраструктура
В селе функционируют основная общеобразовательная школа, фельдшерско-акушерский пункт и отделение Почты России.